# September 1987
Portal Geschichte | Portal Biografien | Aktuelle Ereignisse | Jahreskalender | Tagesartikel

◄ |
19. Jahrhundert |
20. Jahrhundert
| 21. Jahrhundert

◄ |
1950er |
1960er |
1970er |
1980er
| 1990er | 2000er | 2010er | ►

◄ |
1983 |
1984 |
1985 |
1986 |
1987
| 1988 | 1989 | 1990 | 1991 | ►

◄ |
Juni 1987 |
Juli 1987 |
August 1987 |
September 1987 |
Oktober 1987 |
November 1987 |
Dezember 1987 |
►
Dieser Artikel behandelt aktuelle Nachrichten und Ereignisse im September 1987.

## Tagesgeschehen

### Dienstag, 1. September 1987
- Stuttgart/Deutschland: Edzard Reuter löst Werner Breitschwerdt als Vorstandsvorsitzender des Kraftfahrzeug-Herstellers Daimler-Benz AG ab.[1]

### Sonntag, 6. September 1987
- Rom/Italien: In der italienischen Hauptstadt gehen die 2. Leichtathletik-Weltmeisterschaften der IAAF zu Ende. Es wurden zwei neue Weltrekorde aufgestellt, einer davon im 100-Meter-Lauf von Ben Johnson aus Kanada. Der andere im Hochsprung, als die Bulgarin Stefka Kostadinowa den von ihr selbst aufgestellten bestehenden Weltrekord um einen Zentimeter auf 2,09 m verbesserte.[2]

### Montag, 7. September 1987

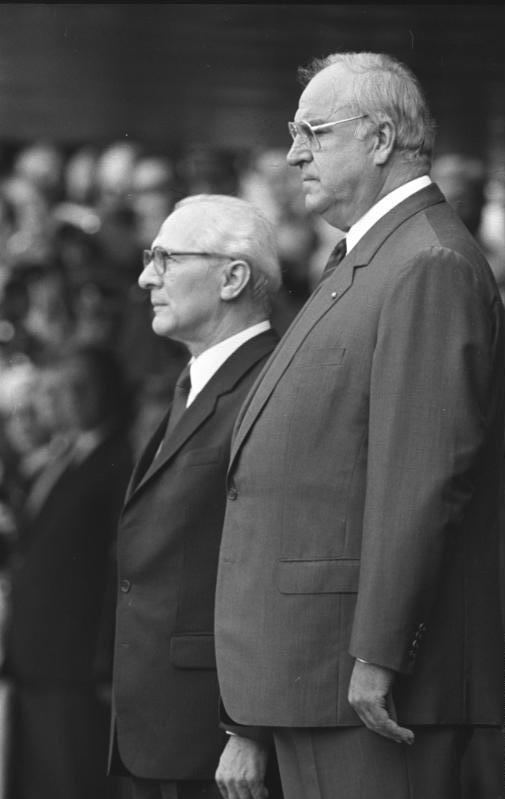
Erich Honecker, Helmut Kohl

- Bonn/Deutschland: Das De-facto-Staatsoberhaupt der Deutschen Demokratischen Republik (DDR) Erich Honecker trifft zum ersten offiziellen Besuch eines Staats- oder Regierungschefs der DDR in der Bundesrepublik (BRD) ein. Der ausgerollte rote Teppich und der ehrenvolle Empfang durch Bundeskanzler Helmut Kohl sprechen nach circa 38 Jahren für die endgültige Anerkennung der DDR als eigenständiger deutscher Staat durch die BRD.[3]

### Mittwoch, 9. September 1987
- Venedig/Italien: Bei den 44. Internationalen Filmfestspielen von Venedig wird der Film Auf Wiedersehen, Kinder des französischen Regisseurs Louis Malle mit dem Leone d’Oro prämiert.[4]
- Wuppertal/Deutschland: Der Rockmusiker Udo Lindenberg überreicht dem De-facto-DDR-Staatsoberhaupt Erich Honecker bei dessen Besuch des Engels-Hauses eine Gitarre. Auf den Kalten Krieg und insbesondere auf den Schießbefehl bei Fluchtversuchen aus der DDR anspielend trägt sie den Schriftzug „Gitarren statt Knarren“.[5]

### Donnerstag, 10. September 1987

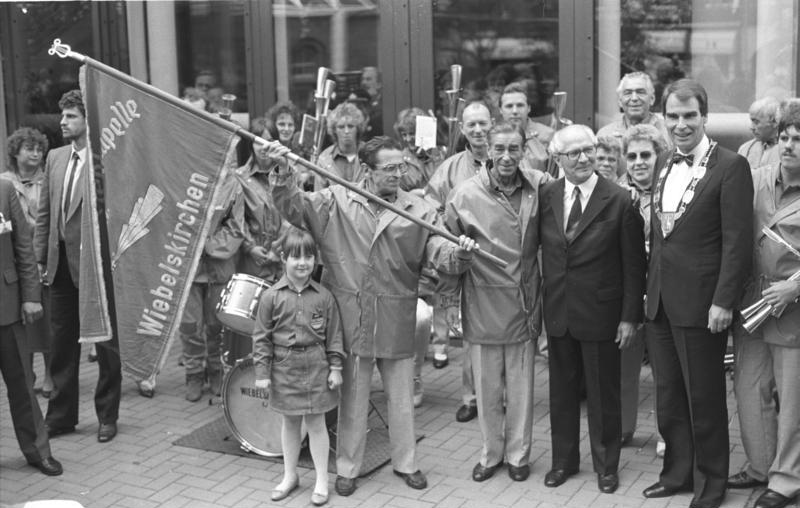
Honecker im Saarland

- Neunkirchen/Deutschland: Der Arbeitsbesuch von Erich Honecker in der Bundesrepublik führt den Gast heute in seinen nach Neunkirchen eingemeindeten Geburtsort Wiebelskirchen. Das De-facto-Staatsoberhaupt der Deutschen Demokratischen Republik besucht das Grab seiner Eltern und trifft danach mit seiner Schwester Gertrud zusammen. Die Saarbrücker Zeitung berichtet von Kaffee und drei Sorten Kuchen.[6]

### Samstag, 12. September 1987
- Hamburg/Deutschland: Nach heute bekanntgemachten detaillierten Recherchen der Zeitschrift Der Spiegel versuchte der schleswig-holsteinische Ministerpräsident Uwe Barschel (CDU) im Wahlkampf zur morgigen Landtagswahl den SPD-Spitzenkandidaten Björn Engholm auszuspionieren und mit wissentlichen Falschangaben öffentlich in Misskredit zu bringen.[7]
- New York/Vereinigte Staaten: Die amerikanische Tennisspielerin Martina Navratilova gewinnt als Titelverteidigerin das Finale im Dameneinzel der US Open 1987 in zwei Sätzen gegen Steffi Graf, die als erste Deutsche in der Geschichte des Dameneinzel-Wettbewerbs der US Open ins Finale einzog.[8]

### Sonntag, 13. September 1987

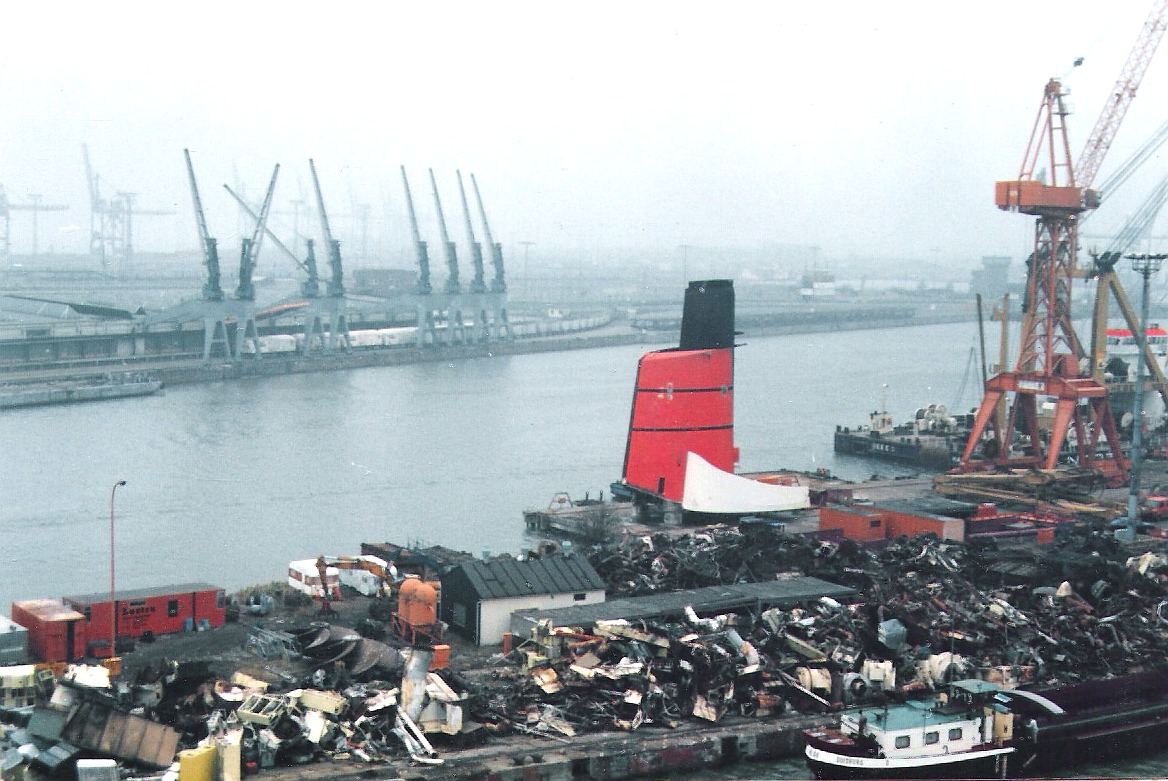
Bremerhaven

- Bremen/Deutschland: Die erste Bürgerschaftswahl nach der Amtszeit von Hans Koschnick (SPD), dem Bremer Bürgermeister von 1967 bis 1985, endet mit einem Ergebnis von 50,5 % für die SPD, an deren Spitze jetzt Bürgermeister Klaus Wedemeier steht. Die CDU verliert 9,9 % gegenüber 1983, die FDP schafft nach vierjähriger Pause den Wiedereinzug ins Landesparlament und die nationalistische DVU-Liste D entsendet dank eines gewonnenen Direktmandats in Bremerhaven ebenfalls einen Vertreter in die Bürgerschaft.[9]
- Kiel/Deutschland: Bei der Landtagswahl in Schleswig-Holstein kommt es zum Patt zwischen der seit 1950 regierenden CDU, mit Ministerpräsident Uwe Barschel als Spitzenkandidat, und der SPD mit Oppositionsführer Björn Engholm. Eine Koalition aus CDU und FDP vereint ebenso 37 Mandate wie eine Koalition aus SPD und SSW. Die FDP schließt eine Koalition mit der SPD aus. Der einzige SSW-Mandatsträger, Karl Otto Meyer, müsste also ins Lager von CDU und FDP wechseln, damit eine Regierungsbildung ohne Neuwahlen möglich ist.[10][11]
- Goiânia/Brasilien: Goiânia-Unfall

### Montag, 14. September 1987
- Hamburg/Deutschland: Einen Tag nach dem Patt bei der Landtagswahl in Schleswig-Holstein veröffentlicht die Zeitschrift Der Spiegel die gesamte Reportage über den Wahlkampf des Ministerpräsidenten Uwe Barschel. Darin erscheint der CDU-Politiker als Anstifter zur Spionage gegen Björn Engholm (SPD). Eine Regierungsbildung in Schleswig-Holstein ohne Neuwahlen ist nach dem Artikel unwahrscheinlich.[12]
- New York/Vereinigte Staaten: Der tschechoslowakische Tennisspieler Ivan Lendl gewinnt bei den US Open 1987 das Finale im Herreneinzel gegen den Schweden Mats Wilander in vier Sätzen. Das Finale wurde wegen Regens um einen Tag verschoben und endet für Lendl mit dem dritten Gewinn der US Open seit 1985.[13]

### Mittwoch, 16. September 1987

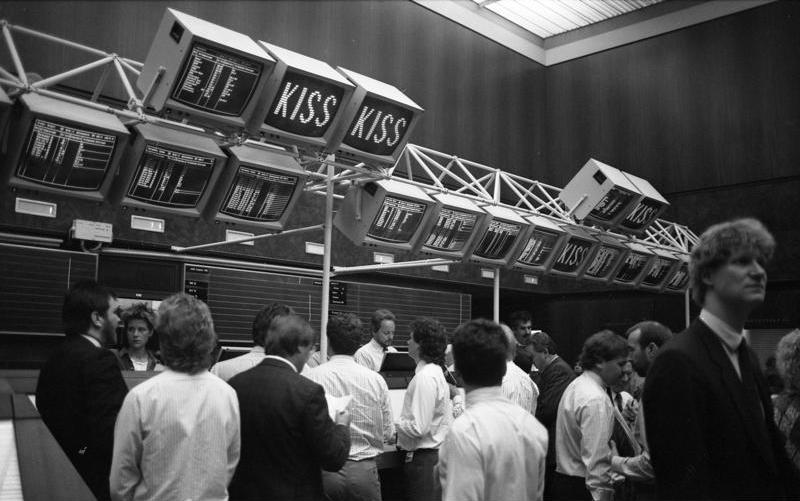
KISS-Monitore an der Börse Frankfurt (1988)

- Frankfurt am Main/Deutschland: Die Börse Frankfurt führt das rechnergestützte „Kurs-Informations-Service-System“ (KISS) ein, welches die seit 1964 zur Bekanntgabe der Aktienkurse genutzte Anzeigetafel im Börsensaal überflüssig macht.[14]
- Montreal/Kanada: 24 Staaten sowie die Europäische Wirtschaftsgemeinschaft nehmen das Montreal-Protokoll zum Schutz der Ozonschicht an. Aufbauend auf das Wiener Übereinkommen aus dem Jahr 1985 verlangt das Protokoll die Reduzierung und später die komplette Vermeidung der Emission von chlor- und bromhaltigen Chemikalien, weil diese stratosphärisches Ozon zerstören.[15]

### Donnerstag, 17. September 1987
- Berlin/Deutschland: Als weiterer feierlicher Höhepunkt zu Ehren der Ersterwähnung der Stadt Berlin vor 750 Jahren tritt im Bezirk Treptow unter Schirmherrschaft der DDR-Massenorganisation Freie Deutsche Jugend der Musiker Bob Dylan aus den Vereinigten Staaten auf, der sich zwar oft sozialkritisch äußert, dem jedoch im Allgemeinen keine dezidierte Opposition zu seinem Heimatland, der Führungsnation der so genannten „westlichen Welt“, nachgesagt wird. Das Konzert verfolgen circa 100.000 Zuschauer.[16]

### Freitag, 18. September 1987
- Kiel/Deutschland: Im Nachgang der Landtagswahl in Schleswig-Holstein gibt der amtierende schleswig-holsteinische Ministerpräsident Uwe Barschel (CDU) der versammelten Presse sein „Ehrenwort“, dass die gegen ihn erhobenen Vorwürfe „falsch sind“. Zu den Vorwürfen gehört u. a., dass ein Referent Barschels den SPD-Spitzenkandidaten Björn Engholm anrief, um ihm mitzuteilen, dass er mit dem HI-Virus infiziert sei, dass Barschel Aussagen über außerehelichen Beischlaf des SPD-Politikers lancieren und dass er eine Anzeige wegen Steuerhinterziehung erstatten ließ.[17][18]

### Samstag, 19. September 1987

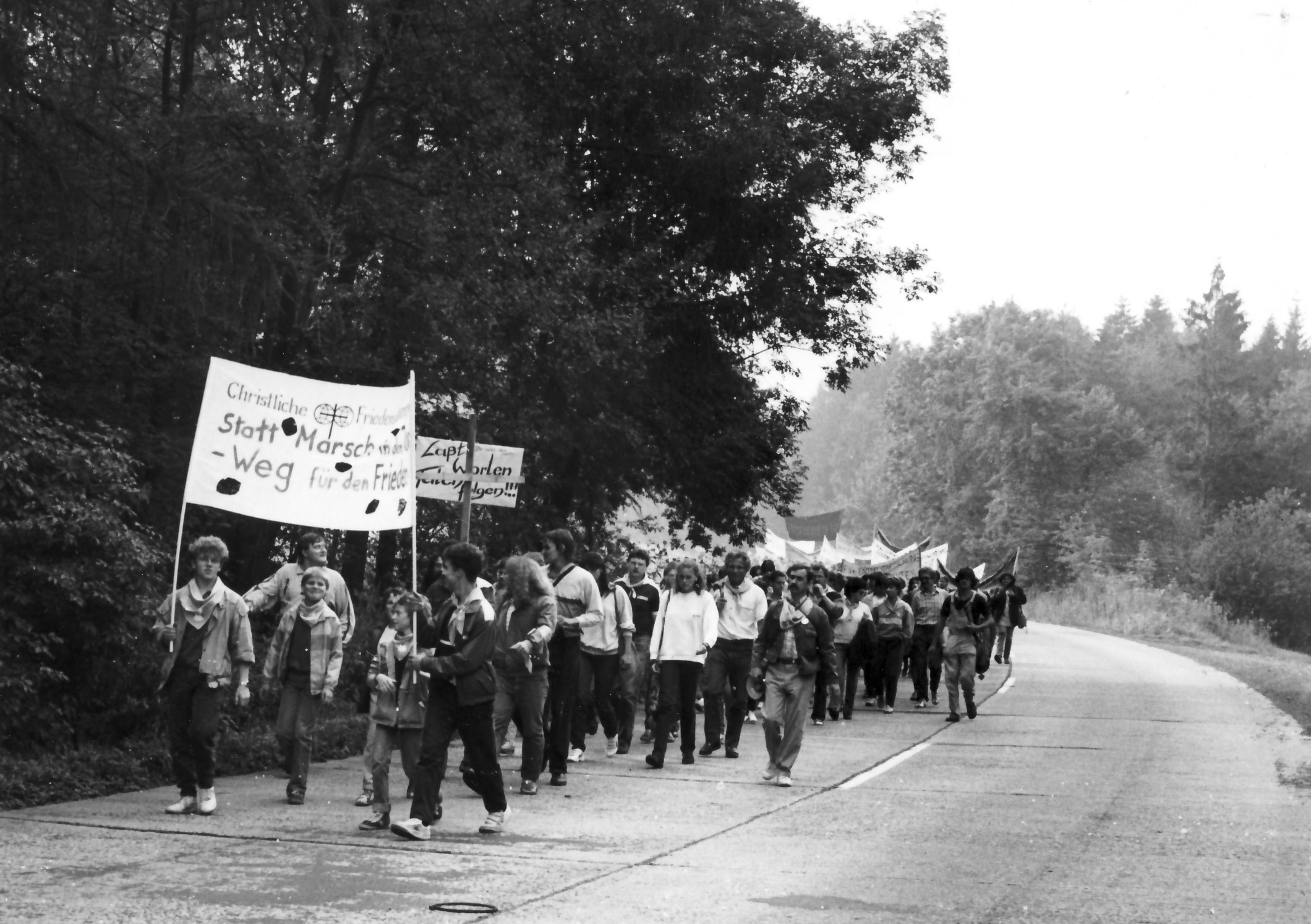
Olof-Palme-Friedensmarsch im Bezirk Erfurt

- Hottelstedt, Kapellendorf/Deutschland: Der durch das Staatsgebiet der DDR führende, seit dem 1. September veranstaltete Teil der Olof-Palme-Friedensmärsche durch Mitteleuropa endet mit einem Friedensmarsch vom ehemaligen Konzentrationslager Buchenwald nach Kapellendorf. Der 1986 ermordete schwedische Ministerpräsident Olof Palme warb für eine kernwaffenfreie Zone in Mitteleuropa.[19]

### Sonntag, 20. September 1987

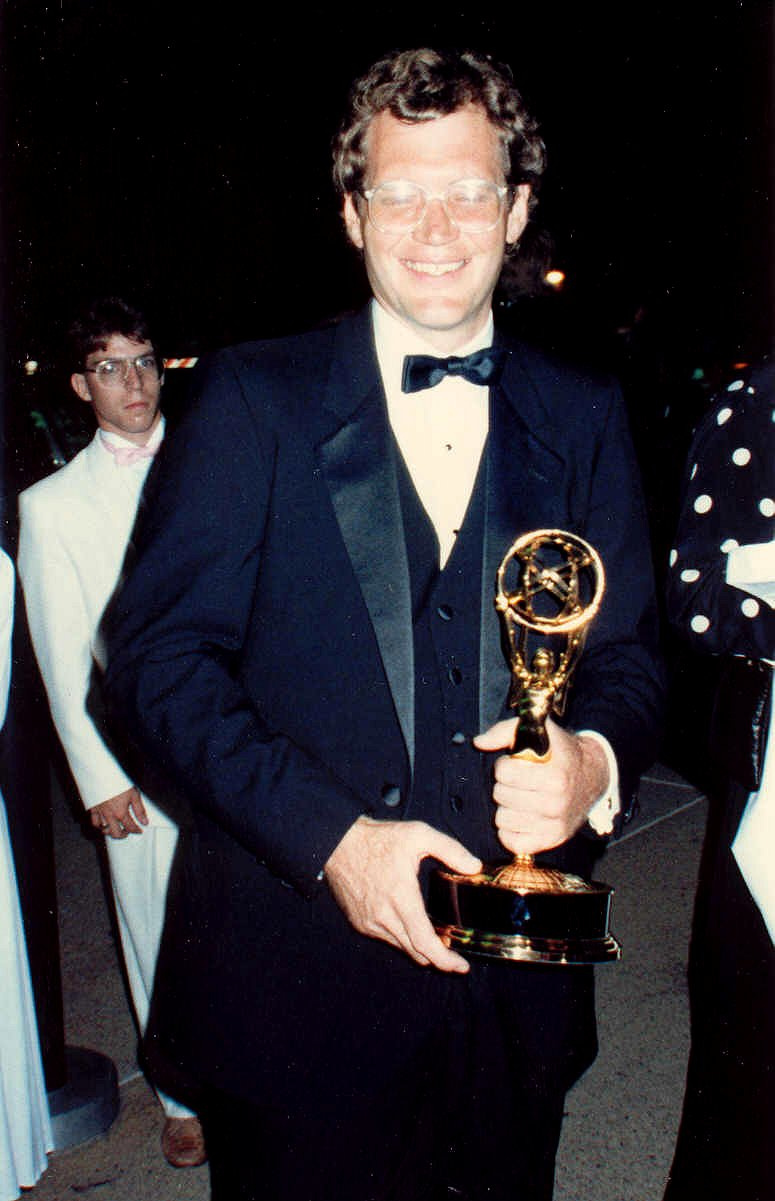
David Letterman

- Pasadena/Vereinigte Staaten: Bei der Verleihung des Fernsehpreises Emmy werden u. a. Fernsehmoderator David Letterman und sein Autorenteam ausgezeichnet.[20]

### Montag, 21. September 1987

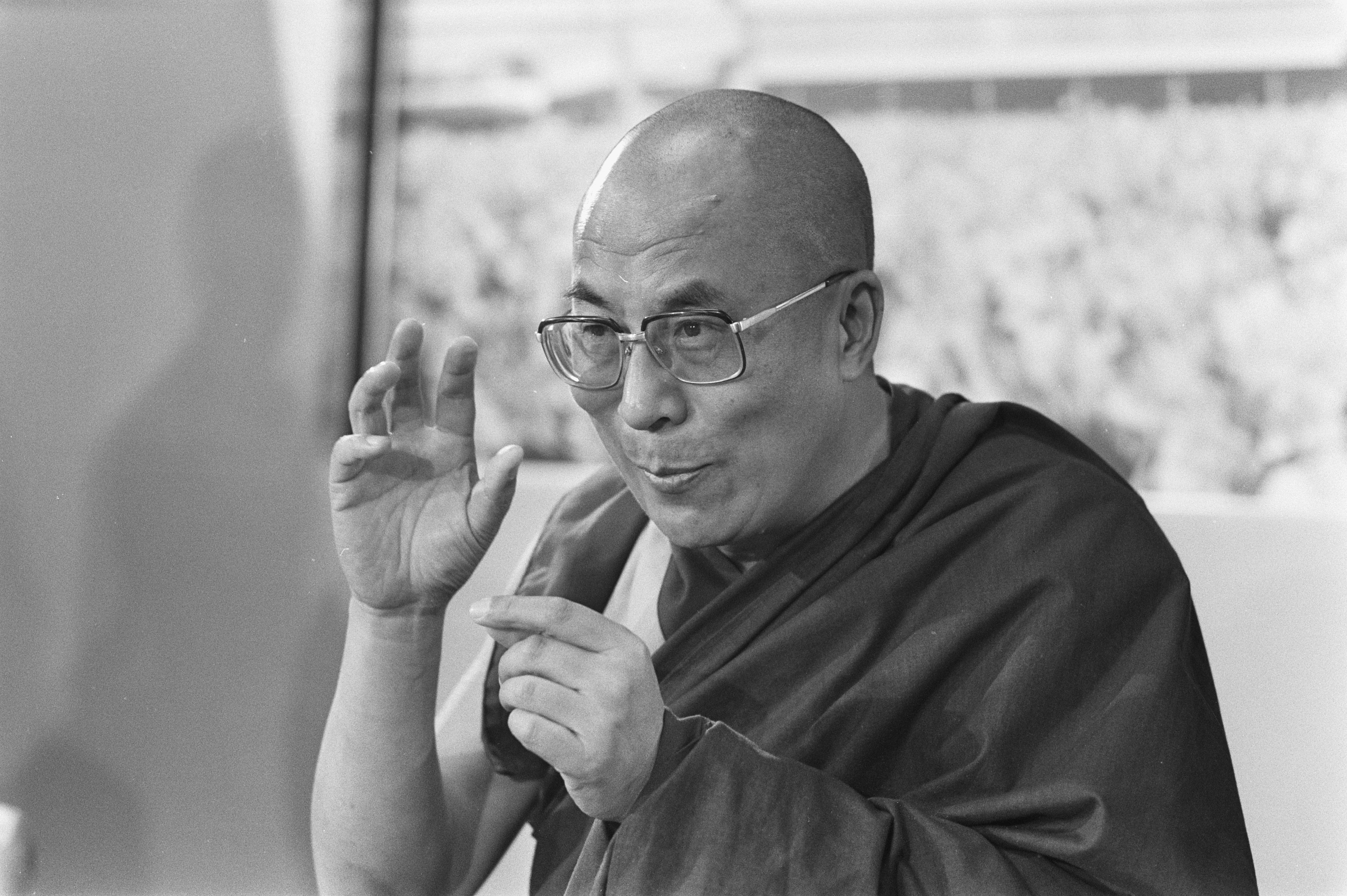
Tenzin Gyatso

- Washington, D.C./Vereinigte Staaten: Der 14. Dalai Lama Tenzin Gyatso, Oberhaupt der Tibetischen Exilregierung, formuliert vor dem Ausschuss für Menschenrechte des Kongresses der Vereinigten Staaten einen Friedensplan für das Autonome Gebiet Tibet der Volksrepublik China und fordert u. a., dass Tibet zur gewaltfreien Region erklärt werde und dass die Ansiedlung v. a. von Han-Chinesen aufhöre – schon heute seien die ethnischen Tibeter in der Minderheit.[21]

### Mittwoch, 23. September 1987
- Pazifik: Über China und über inselfreien Gebieten im Pazifik ereignet sich eine ringförmige Sonnenfinsternis. Die größte Bedeckung der Sonnenscheibe durch den Mond ließe sich von einer Stelle im Pazifischen Ozean 600 km westlich der Insel Guam aus beobachten.[22]
- Witzenhausen/Deutschland: Eine Windhose formiert sich in der Werra-Aue und beschädigt 47 Häuser im Ortsteil Gertenbach. Die Bundeswehr schickt das in Kassel stationierte 42. Bataillon der Panzergrenadiere zu Hilfe. Die Mehrzahl der Häuser ist abbruchreif.[23]

### Samstag, 26. September 1987
- Hof/Deutschland: Thomas Gottschalk moderiert erstmals die von Frank Elstner 1981 miterfundene ZDF-Unterhaltungsshow Wetten, dass..? Die Sendung hat traditionell über 20 Millionen Zuschauer allein in der Bundesrepublik Deutschland.[24][25]

### Montag, 28. September 1987

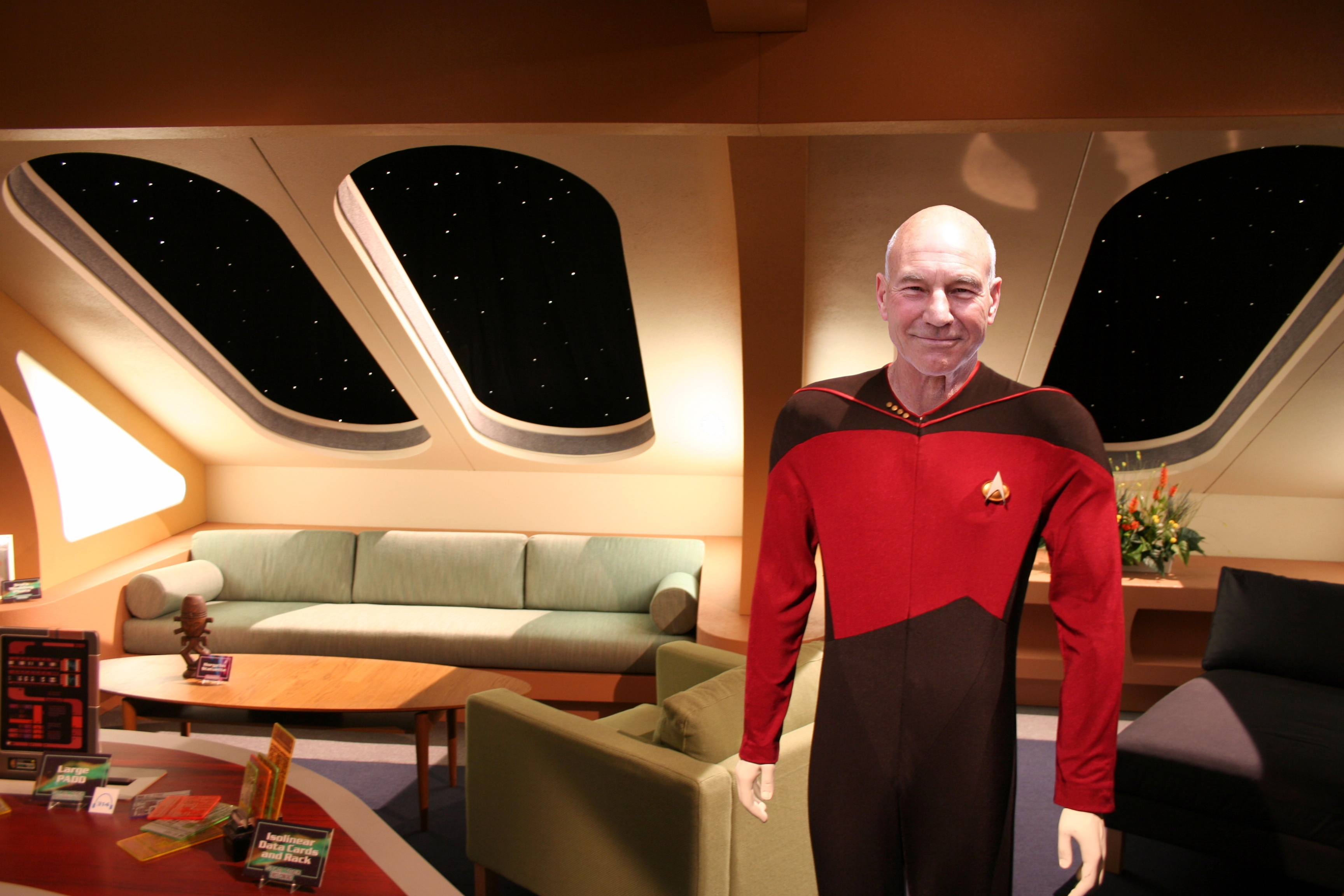
Star Trek: neuer Look

- Vereinigte Staaten: Verschiedene lokale Fernsehsender strahlen die erste Episode der Serie Raumschiff Enterprise – Das nächste Jahrhundert aus. Sie ist die Fortführung der 1966 begonnenen Star-Trek-Reihe.[26]

## Weblinks

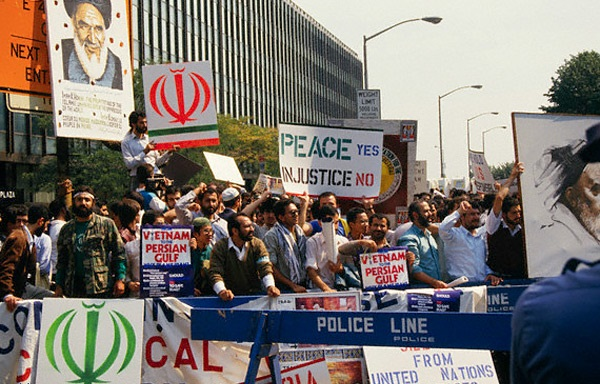
New York City im September 1987